# Premios Mate.ar
Los Premios Mate.ar se entregaron por vez primera en 1999, surgieron como una iniciativa de los principales referentes del mundo de la informática y las telecomunicaciones en Argentina. Se entregan anualmente, con la finalidad de contribuir a la utilización responsable de internet como un vehículo a través del cual la sociedad se comunica, se desarrolla, estimula el crecimiento social e impulsa la igualdad de oportunidades de acceso.
Cada año, un jurado independiente formado por especialistas en las diferentes áreas de utilización de internet, analiza –partiendo de la óptica del usuario- aspectos relevantes de los sitios inscritos para definir los ternados y ganadores del premio Mate.ar de Plata en cada una de sus categorías temáticas. También se distingue a los mejores sitios de pequeñas y medianas organizaciones en cada una de las categorías, y se reconoce el mérito de aquellas páginas que realizan contribuciones especiales a la sociedad. Además, se otorga el premio Mate.ar de Oro como máximo reconocimiento para distinguir al mejor sitio entre los participantes de cada edición.
Los Premios Mate.ar son organizados en forma conjunta por las principales cámaras del sector de informática y telecomunicaciones del país: CICOMRA (Cámara de Informática y Comunicaciones de la República Argentina), USUARIA (Asociación Argentina de Usuarios de la Informática y las Comunicaciones), CABASE (Cámara Argentina de Bases de Datos y Servicios en Línea), Fundación AEI (Argentina en la Era de la Información), CESSI (Cámara de Empresas de Software y Servicios Integrados) y SADIO (Sociedad Argentina de Informática e Investigación Operativa).